# AP Leonis
AP Leonis (AP Leo / HIP 54188 / BD+05 2439) es un sistema estelar en la constelación de Leo de magnitud aparente media +9,32.
Visualmente se localiza a poco más de 2.º al sur de χ Leonis.
Se encuentra a 341 años luz del sistema solar.

## Características del sistema
AP Leonis es una estrella binaria cercana cuyas componentes, al estar muy cerca la una de la otra, comparten sus capas exteriores de gas.
El grado de «sobrecontacto» es del 24,9% y ha sido clasificada entre tipo espectral F8 y G0.
La componente principal tiene una temperatura efectiva de 6150 K, aunque otro estudio señala una temperatura 150 K inferior de 6000 K.
Su masa es un 47% mayor que la masa solar y su radio es un 49% más grande que el del Sol.
Contribuye con el 74% de la luminosidad conjunta del sistema.
La componente secundaria tiene apenas el 30% de la masa de su acompañante (M2/M1 = 0,297), lo que equivale a 0,44 masas solares.
Con una temperatura de 6201 K, tiene un radio un 13% inferior al radio solar.
Ambas componentes rotan a gran velocidad, unas 100 veces más deprisa que el Sol.
El período orbital de este sistema binario es de 0,4304 días (10,33 horas).

## Variabilidad
La variabilidad de AP Leonis fue descubierta en 1961 por Strohmeier y Knigge.
Posteriormente catalogada como variable W Ursae Majoris, el brillo de AP Leonis fluctúa entre magnitud aparente +9,32 y +9,91.
Se ha constatado que el período decrece a lo largo del tiempo, siendo esta variación de 1,08x10-7 días por año.
Esta disminución se atribuye a dos mecanismos: en primer lugar, a la transferencia de masa desde la estrella primaria a la secundaria —estimada en 5,3x10-8 masas solares por año—, y en segundo lugar a la pérdida de momento angular por «frenado» magnético.
Asimismo, el período de AP Leonis varía en un ciclo de 22,4 años, lo que puede estar causado por la presencia de un tercer objeto en el sistema.
El período orbital de dicho objeto —alrededor de la binaria de contacto— sería de aproximadamente 22,4 años, si bien la excentricidad de la órbita es incierta. 
Su masa parece ser muy baja, no contribuye al total de luz del sistema y no existe evidencia espectroscópica del mismo; ello ha llevado a pensar que pueda ser una enana marrón.